# اورداد
اورداد نام یک روز اضافی بود که هر چهار سال به سال اوستایی اضافه می‌شد. سال سیار ایرانی در گاه‌شماری زرتشتی درست ۳۶۵ روز حساب می‌شد و هر سال یک ربع روز و در حدود شش ساعت اضافه را محسوب نمی‌کردند. بدین ترتیب در هر چهار سال یک روز افزوده می‌شد که آن روز را اورداد یعنی روز زیادی می‌نامیدند.